# Expedición a Laponia

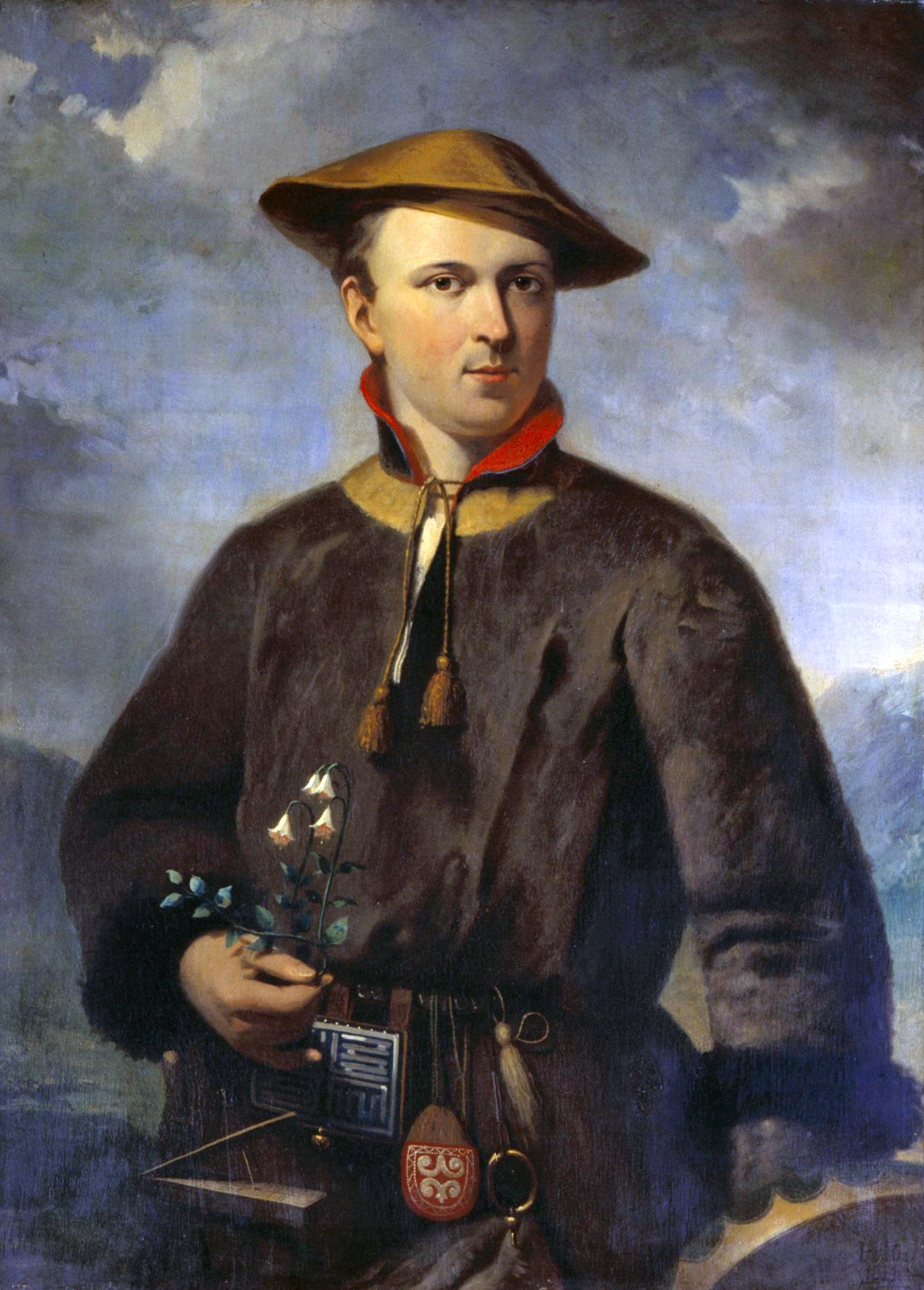
Linnaeus con la vestimenta tradicional del pueblo sami de Laponia, en su mano tiene un ejemplar de Flor gemela el cual adoptó como emblema personal.

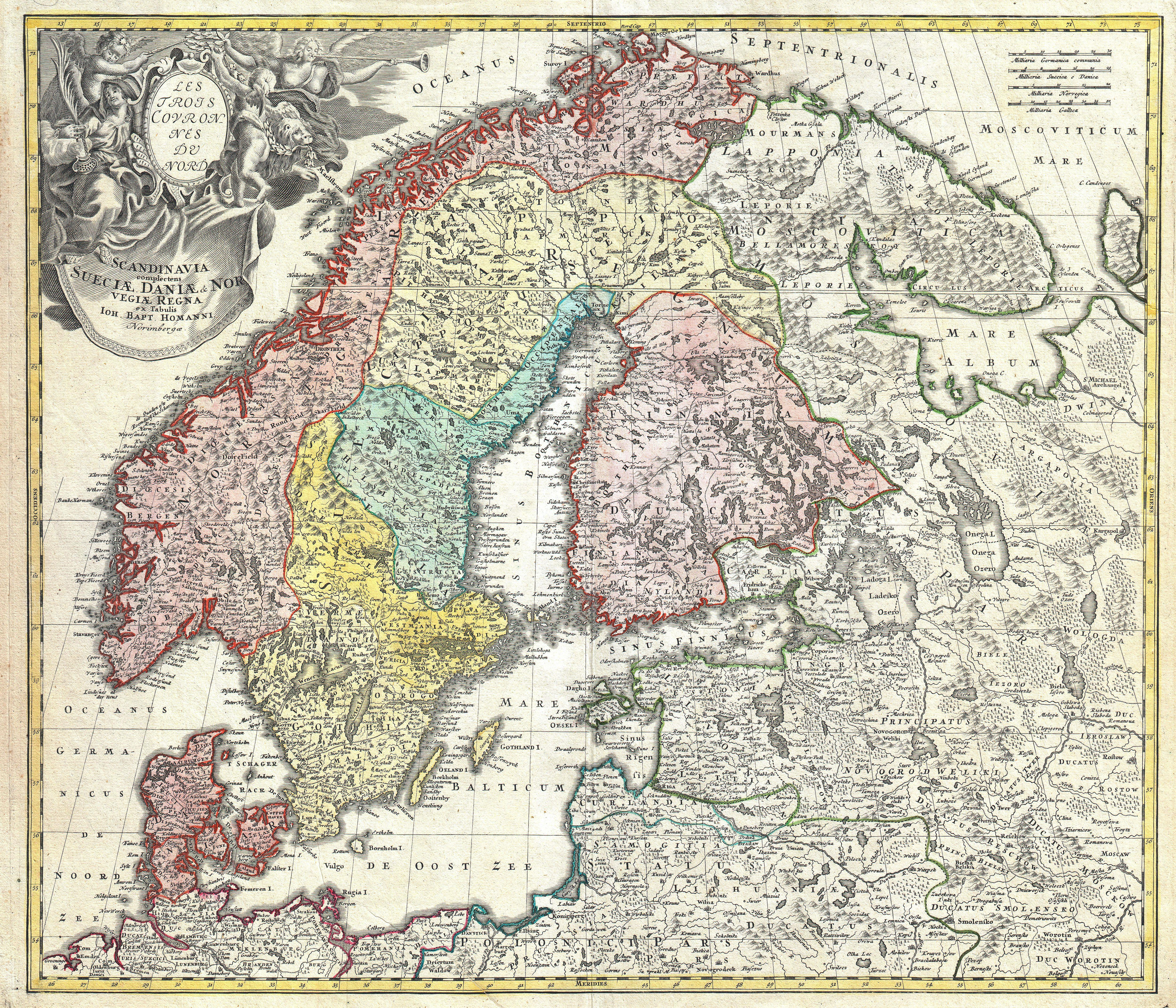
Mapa contemporáneo por Johann Homann (impreso c. 1730) de la región escandinava de Europa; Laponia es la zona en amarillo pálido en el sector central superior.

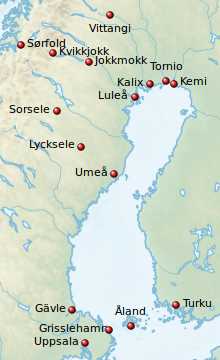
Waypoints de la expedición de Linnaeus a Laponia.

La Expedición a Laponia, la región en el extremo norte de Suecia, de Carl Linnaeus en 1732 fue un hito importante de su carrera como científico.
Linnaeus partió desde Uppsala y viajó en sentido horario a lo largo de la costa del Golfo de Botnia durante seis meses, realizando incursiones tierra adentro importantes desde Umeå, Luleå y Tornio. Sus notas fueron la base de su libro Flora Lapponica (1737) en el cual por primera vez se utilizan las ideas de Lineo sobre nomenclatura y clasificación de las especies. Linnaeus llevó un diario de su expedición el cual fue publicado en forma póstuma como una traducción al idioma inglés titulada Lachesis Lapponica: A Tour in Lapland (1811).

## Antecedentes
En abril de 1732, a Linnaeus le fue otorgada una beca de la Real Sociedad de Ciencias de Uppsala para solventar su viaje. Olof Rudbeck el Joven, uno de los que fuera profesor de Linnaeus en la Universidad de Uppsala, había realizado una expedición a Laponia en 1695, pero los resultados de esta expedición se perdieron en un incendio que ocurrió siete años después. La esperanza de Linnaeus era descubrir nuevas plantas, animales y posiblemente minerales valiosos. También tenía curiosidad por conocer las costumbres del pueblo Sami, nómades que arrean rebaños de renos y deambulan por la vasta tundra de Escandinavia.

## De Uppsala a Umeå
Linnaeus comenzó su expedición en Uppsala en mayo; viajó a pie y a caballo, llevando con él su diario, manuscritos sobre botánica y ornitología y hojas de papel para prensar plantas. Le demandó 11 días llegar a Umeå, vía Gävle (encontró grandes cantidades de Campanula serpyllifolia, posteriormente renombrada Linnaea borealis, la flor gemelo la que se convertiría en su favorita). A veces desmontaba en su camino para examinar una flor o una roca y estaba especialmente interesado en musgos y líquenes, estos últimos parte importante de la dieta del reno, un animal común en Laponia.

## Primera incursión tierra adentro
Desde Umeå, Linnaeus se dirige hacia Lycksele, un pueblo que se encuentra a gran distancia de la costa, a su paso investiga las aves acuáticas. Luego de cinco días, finalmente llega al poblado y se aloja con el pastor y su esposa. Luego intenta llegar a Sorsele pero debe retornar en un sitio llamado Lycksmyran ("pantano de la suerte") a causa de condiciones muy difíciles. A comienzos de junio regresa a Umeå luego de haber pasado algunos días adicionales en Lycksele, y aprendido más sobre las costumbres de los Sami.

## De Umeå a Luleå y segunda incursión tierra adentro
Luego de regresar a Umeå, viaja más al norte a lo largo de la costa del Golfo de Botnia, vía Skellefteå y la antigua Piteå, pasando por Luleå donde a su paso recibe la gorra de una mujer Sami. Desde Luleå nuevamente se dirige tierra adentro, siguiendo el río Lule vía Jokkmokk en el círculo ártico y Kvikkjokk (en esa época Hyttan), adentrándose en las Montañas Escandinavas, cruzando la frontera y penetrando en Noruega, llegando a Sørfold en la costa y realizando un viaje hasta el poblado cercano de Rörstadt. Luego regresa por el mismo camino que había ido, aproximadamente 300 km hasta Luleå.

## De Luleå a Tornio, tercera incursión tierra adentro y regreso a Uppsala
Luego Linnaeus continuó su viaje a lo largo de la costa hacia Tornio (Torneå en sueco), desde donde realizó su última incursión tierra adentro, siguiendo el curso del río Torne hasta Vittangi. Pasó algún tiempo en la zona de Tornio; en Kalix se informa sobre técnicas de ensayos de metales. A mediados de septiembre comienza su viaje de regreso. Viaja vía Kemi, viaja a lo largo de la costa finlandesa hacia Turku (Åbo en sueco), desde donde navega pasando por las islas Åland, llegando a Suecia en Grisslehamn y finalmente a su hogar en Uppsala.

## Resultados
El 10 de octubre regresó de su periplo de seis meses, habiendo recorrido más de 2000 km, durante los cuales recogió y observó muchas plantas, aves y rocas. Si bien Laponia era una región con una biodiversidad limitada, Linnaeus describió unas cien plantas no descritas con anterioridad. Los detalles de sus descubrimientos fueron la base de su libro Flora Lapponica.
El relato de Linnaeus sobre su viaje, Iter Lapponicum fue traducido al inglés por James Edward Smith y publicado en 1811 con el título de Lachesis Lapponica: A Tour in Lapland. Algunas de las ilustraciones originales de Linnaeus:

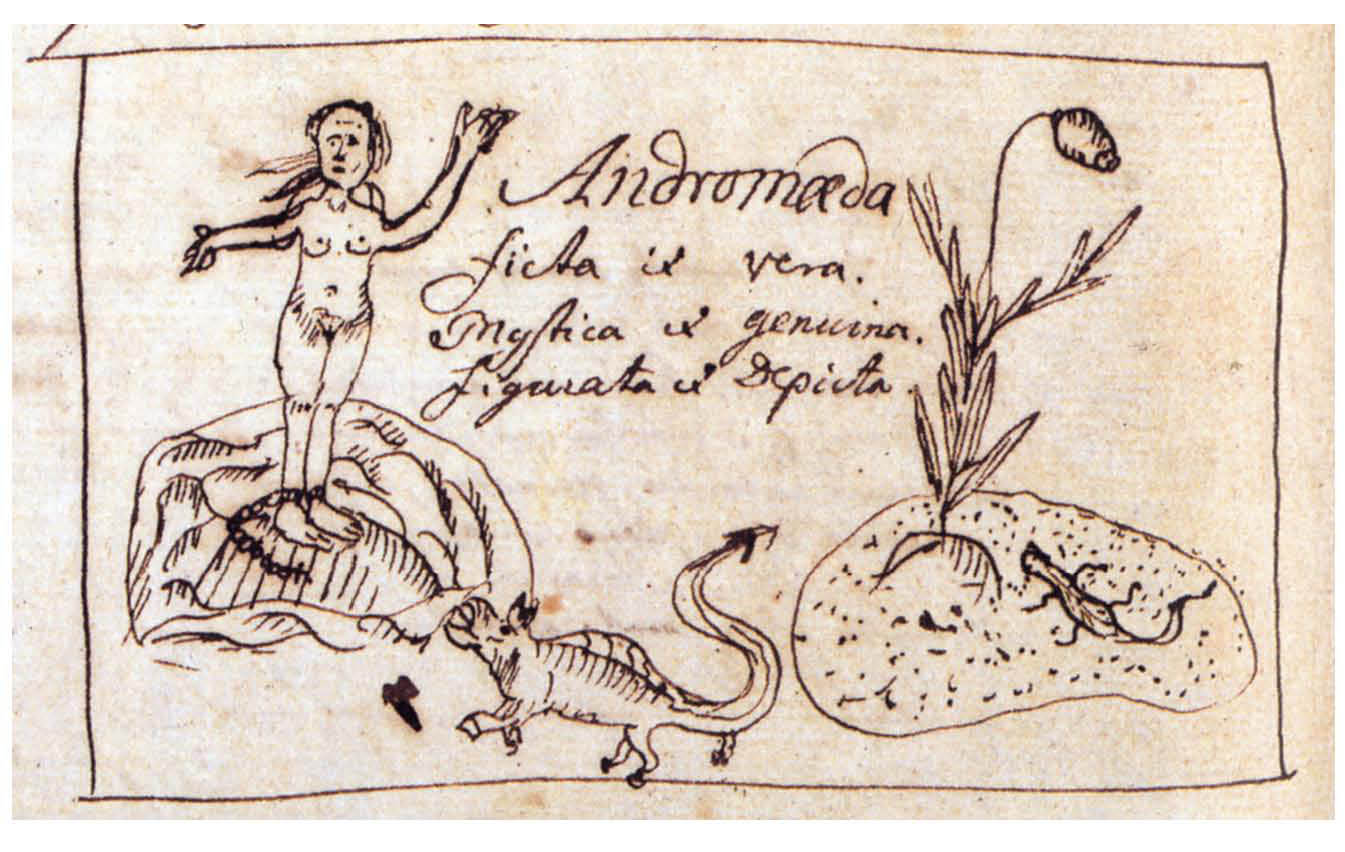
La Andrómeda mitológica y la planta denominada en su honor.
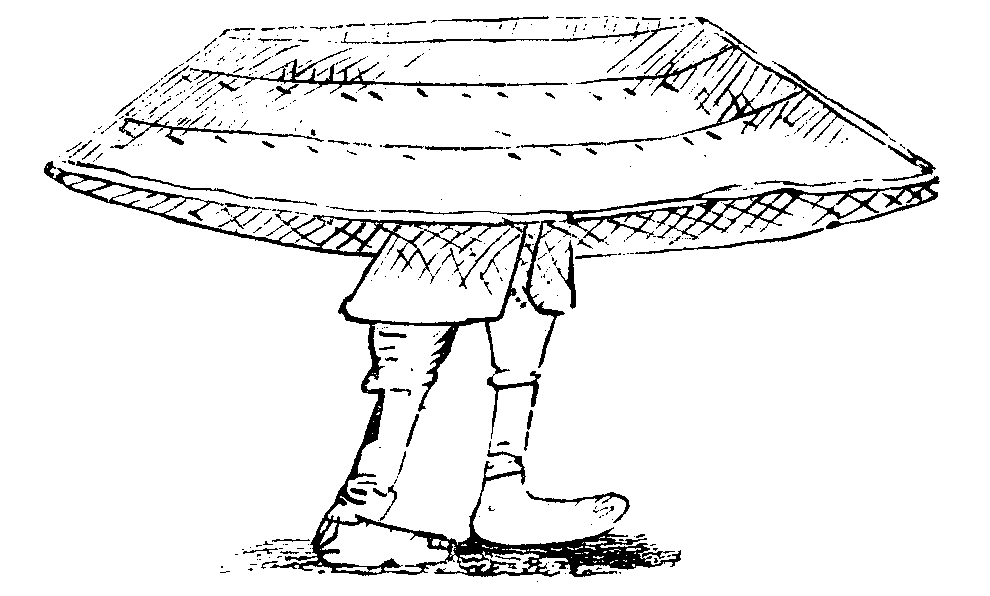
Un sami llevando su bote.